# Jan-Ove Waldner
Jan-Ove Waldner (* 3. října 1965 Stockholm) je švédský stolní tenista.
Waldner vydržel více než 20 let v absolutní světové špičce (svou první medaili na mistrovství Evropy získal v 16 letech) a stal se legendou nejen ve Švédsku, ale i v kolébce stolního tenisu – v Číně. V této zemi byl znám pod přezdívkou „Lao Wa“. Podle výsledků několika anket se v devadesátých letech jednalo (v Číně) o nejoblíbenějšího evropského sportovce – celosvětově byl druhý za basketbalistou Michaelem Jordanem.
Jan-Ove Waldner je mezi stolními tenisty všeobecně považován za jednoho z vůbec nejlepších hráčů historie. Patří sice k útočným, avšak velice technickým hráčům s velmi jistým oboustranným topspinem, drivem i smečí. K oceňovaným mimořádnostem jeho hry patří variabilní servisy, velmi přesná a jistá "krátká hra" kolem síťky, účinné střídání tempa hry, skvělé bloky a flipy nad stolem, mimořádně efektivní práce nohou a poziční hra. Díky tomu Waldnerova hra působí dojmem neobyčejné lehkosti. Byl dlouhá léta členem švédského reprezentačního týmu, který dokázal opakovaně přehrávat asijské stolně-tenisové velmoci a získávat medaile na mistrovství světa. Bylo to i díky tomu, že v mládí strávil rok na tréninkovém kempu v Číně a naučil se tam hrát proti "penholderům". Kromě hry proti útočníkům skvěle ovládal i hru proti obranářům.
V dnešní době[kdy?] Waldner ještě stále aktivně hraje – konkrétně v německé bundeslize. Čeští diváci ho měli možnost vidět v roce (2006) na turnaji Prague Open. Jedná se o praváka s evropským držením pálky.

## Dosažené úspěchy

### Olympijské hry
- 1992 zlatá medaile v mužské dvouhře
- 2000 stříbrná medaile v mužské dvouhře
- 2004 čtvrté místo v mužské dvouhře

### Mistrovství světa
- 1983 stříbrná medaile v soutěži družstev
- 1985 stříbrná medaile v soutěži družstev
- 1987 stříbrná medaile v mužské dvouhře, stříbrná medaile v soutěži družstev
- 1989 zlatá medaile v mužské dvouhře, zlatá medaile v soutěži družstev
- 1991 stříbrná medaile v mužské dvouhře, zlatá medaile v soutěži družstev
- 1993 bronzová medaile v mužské dvouhře, zlatá medaile v soutěži družstev
- 1995 stříbrná medaile v soutěži družstev
- 1997 zlatá medaile v mužské dvouhře, stříbrná medaile v mužské čtyřhře
- 1999 bronzová medaile v mužské dvouhře
- 2000 zlatá medaile v soutěži družstev